# Jukabala
Jukabala é uma banda brasileira de pop rock composta por Nando Miranda (vocal e guitarra), Zeca Loureiro (vocal e guitarra) e Conrado Maia (bateria). Formada na cidade de São Paulo em 2001, a banda tornou-se nacionalmente conhecida em 2005, quando sua canção "Nós Dois" foi tema da série Sítio do Picapau Amarelo, da Rede Globo.

## Carreira
O grupo surgiu a partir de um projeto que Nando Miranda e Zeca Loureiro (irmão do guitarrista Kiko Loureiro), então colegas de classe, desenvolveram em 1992, enquanto cursavam a oitava série no Colégio Rio Branco, em São Paulo, e tocaram juntos seus primeiros acordes. Em 1995, no último ano da escola, a dupla ensaiou suas primeiras composições próprias e garantiu a vitória em um concurso de talentos com a música "Love of My Life", do Queen.
A banda Jukabala foi formada em 2001, quando Loureiro convidou o baterista Conrado Maia e o baixista Daniel Matos, amigos da faculdade de música, que passaram a tocar juntos. Miranda, Loureiro e Maia integraram a formação definitiva do grupo. Segundo Miranda, o nome Jukabala foi ideia dele e de Loureiro, sendo apenas uma escolha aleatória depois de terem passado muito tempo pensando em um nome para a banda. Por volta de 2004, o trio lançou de forma independente seu primeiro álbum, intitulado Vida Leva e Traz.
Em 2005, sua canção "Nós Dois" fez parte da trilha sonora da quinta temporada da série Sítio do Picapau Amarelo, da Rede Globo; na época, o programa havia assumido o formato de telenovela e a música tornou-se o tema principal do romance entre os protagonistas Cléo (Karen Marinho) e João da Luz (Henrique Ramiro). A canção fez grande sucesso e, a pedido dos telespectadores, os integrantes da banda "viraram atores" e gravaram, em julho daquele ano, sua primeira participação na série. O grupo voltou a se apresentar no programa em outras três oportunidades.
Também em 2005, o Jukabala abriu alguns shows de Marjorie Estiano, que na época despontava na carreira musical. Em 11 de outubro, o grupo lançou a canção "Roda Gigante" nas rádios de todo o Brasil, acompanhada de um videoclipe, o primeiro da banda. O vídeo estreou no programa Central MTV e foi filmado no Aeroclube de Bragança Paulista, no interior de São Paulo, usando microcâmeras e dois aviões, apresentando acrobacias, loopings e voos rasantes.
Em 2006, a banda assinou contrato com a gravadora independente Sonorabiz e lançou em novembro seu segundo álbum, 3 da Madrugada. O CD incluiu as faixas "Nós Dois" e "Roda Gigante", do álbum anterior. Em dezembro, a banda disponibilizou o clipe da canção "Juliana", também exibido na MTV. O vídeo foi dirigido por Ivy Abujamra e filmado em locações como a Avenida Paulista e a Alameda Santos e contou com a participação da atriz Juliana Didone. Os integrantes também comentaram que tinha planos para lançar um terceiro clipe, para a canção "Correr o Mundo". A campanha de divulgação do disco incluiu a participação da banda em programas como A Noite É uma Criança, da Rede Bandeirantes, e Show do Tom, da Rede Record, além de entrevista e apresentação no programa de Clemente Tadeu Nascimento, o Estúdio Showlivre.

## Discografia

### Álbuns de estúdio
- 2004 - Vida Leva e Traz
- 2006 - 3 da Madrugada

### Trilha sonora
- 2005 - Sítio do Picapau Amarelo[14]